# Вібальд Корвейський
Вібальд Корвейський, Вібальд із Ставло (нім. Wibald von Stablo und Corvey, лат. Wibaldus abbas Stabulensis et Corbeiensis; 1098 р., Ставло, Валлонія — †16 липня 1158 р., м. Бітола) — абат Ставло-Мальмеді й Корвею, секретар імператорів Лотаря III Саксонського і Конрада III.
Народився в сім'ї сервів, які жили в околицях Ставло. В юності вчився в монастирі Ставло, потім в м. Льєжі. У своїй кореспонденції згадує серед своїх вчителів Руперта з Дьойца і Гуго Сен-Вікторського. Набув великі для свого часу пізнання в різних науках. В 1117 р. став ченцем у монастирі Вольсор. Від 1118 р. — монах у Ставло; 16 листопада 1130 р. був обраний на князя-абата Ставло-Мальмеді. Відвідавши в 1130 р. Ставло імператор Лотар III запросив Вібальда на службу в свою канцелярію.
Під час італійського походу Лотаря III за дорученням імператора переконав пізанців надати кораблі для експедиції проти Рожера II Сицилійського. Під час окупації частини Південної Італії 19 вересня 1137 р. був обраний на абата Монте-Кассіно. Після відходу Лотаря нормандці швидко відвоювали свої володіння, і 2 листопада Вібальд таємно втік із монастиря та повернувся до Німеччини.
Став наближеною особою Конрада III, сприяв його обранню на німецький престол, і в подальшому був одним із керівників італійської політики імператора. Кілька разів їздив до м. Риму на переговори з папською курією. 20 жовтня 1146 р. був обраний на абата Корвея. У 1147 р. брав участь в хрестовому поході проти слов'ян. Під час Другого хрестового походу залишився в Німеччині й займався справами своїх абатств. Після повернення Конрада знову став його секретарем і домовився з Римом про проведення імператорської коронації. Загострення конфлікту з Вельфами позбавила змоги Конрада відправитися в Італію, і Вібальд, мав багато ворогів при дворі, через що на деякий час втратив вплив. У 1151 р. знову був відправлений з посольством до Риму, повернувся вже після смерті Конрада.
За правління Фрідріха Барбаросси втратив своє становище, як близького радника. Новий імператор користувався послугами Вібальда лише для зносин з Візантією, оскільки абат був переконаним прихильником союзу двох імперій та Папи Римського проти нормандців. У 1154 р. брав участь в першому італійському поході Барбаросси. Під час цієї експедиції папа Адріан IV нагородив Вібальда єпископським кільцем за заслуги перед церквою. У 1155 р. був відправлений до Константинополя для переговорів про шлюб Фрідріха з родичкою Мануїла I. У наступному році повернувся разом із відповідним візантійським посольством. Посли прибули до двору в Вюрцбург, коли там святкували одруження Фрідріха з Беатрисою Бургундською. Німецько-візантійський союз розвалювався, але в 1157 р. Вібальд знову був відправлений до м. Константинополя з невідомим дорученням. На зворотному шляху він помер у Бітолі 16 липня 1158 р., тіло було доставлено до Німеччини і 26 липня 1159 р. поховано в Ставло. Раптова смерть Вібальда викликала звичайні для того часу підозри — припускали, що він був отруєний підступними греками.
Від Вібальда збереглися збірки листів (близько 400, починаючи з 1146 р.), що є цінним історичним джерелом. Довгий час Вібальда вважали свого роду «сірим кардиналом» при Конраді III, котрий намагався підкорити імператора впливові Риму, але сучасні дослідження спростовують цю точку зору. При цьому оцінити реальний ступінь впливу абата при дворі важко, оскільки історики та хроністи XII століття рідко його згадують.